# Guardians (August Burns Red)
Guardians is het negende studioalbum van de Amerikaanse metalcoreband August Burns Red.

## Nummers
Alle muziek en teksten zijn geschreven door Brent Rambler and Matt Greiner. 
| 1.                 | The Narrative       | 4:09 |
| 2.                 | Bones               | 4:15 |
| 3.                 | Paramount           | 4:48 |
| 4.                 | Defender            | 4:21 |
| 5.                 | Lighthouse          | 4:13 |
| 6.                 | Dismembered Memory  | 4:09 |
| 7.                 | Ties That Bind      | 4:18 |
| 8.                 | Bloodletter         | 3:40 |
| 9.                 | Extinct by Instinct | 4:43 |
| 10.                | Empty Heaven        | 4:25 |
| 11.                | Three Fountains     | 6:21 |
| Totale duur: 49:27 |                     |      |

## Formatie
- Jake Luhrs – leidende vocalen
- JB Brubaker – leidende gitaar
- Brent Rambler – slaggitaar
- Dustin Davidson – bas, achtergrondvocalen
- Matt Greiner – drums, piano